# ユースキン製薬
ユースキン製薬株式会社（ユースキンせいやく）は、神奈川県川崎市川崎区にて野渡良清によって創業された製薬会社である。創業当時の社名は瑞穂化学工業株式会社。現在の社長は野渡和義（2代目）。
創業当初の商品はトキゾールという除虫薬であった。その後、ハンドクリームの「ユースキンA」が主力商品となり、現在は創業当初の名称と同じ「ユースキン」の名称で売られている。

## 概要
- 社名　ユースキン製薬株式会社
- 英文社名　Yuskin Pharmaceutical Company, Limited
- 本社所在地　〒210-0014 神奈川県川崎市川崎区貝塚1-1-11 本社地図（MapFan Web）
- 代表取締役社長　野渡和義

## 沿革
- 1955年　野渡良清が瑞穂化学工業株式会社を設立。
- 1957年　後の主力製品となる高級あれ止めクリームの「ユースキン」を製造・発売。のちに「ユースキンA」と改称する。
- 1968年　ユースキン製薬株式会社に社名変更。
- 1971年　神奈川県川崎市川崎区に本社ビル竣工。
- 1973年　神奈川県横浜市鶴見区に横浜工場竣工。
- 1975年　大阪府大阪市中央区に大阪営業所開設。
- 1987年　福岡県福岡市博多区に福岡出張所開設。
- 1991年　ユースキンコスメディクス株式会社設立。
- 1993年　愛知県名古屋市名東区に名古屋出張所開設。
- 1996年　神奈川県横浜市鶴見区に横浜第二工場竣工。
- 2000年　ユースキンコスメディクス株式会社を子会社化。
- 2002年　神奈川県秦野市に業務センター開設。
- 2005年　神奈川県川崎市川崎区に業務センター統合・移転。
- 2016年　工場を富山県富山市八尾町に移転、横浜工場は閉鎖。きっかけは、創業56年を迎えた2011年3月11日に発生した東日本大震災で、移転先は自然災害が少なく、奇しくも薬で有名な富山県にある工業団地である[1]。
- 2020年　「ユースキンA」・「ユースキンS」をブランドリニューアルし、「ユースキンA」は創業当初の名称だった「ユースキン」へ、「ユースキンS」は「ユースキンシソラ」へそれぞれ変更。

## 事業所
本社
- 〒210-0014 神奈川県川崎市川崎区貝塚1‐1‐11

工場
- 富山工場（富山県富山市）

営業所
- 大阪営業所（大阪府大阪市）
- 福岡営業所（福岡県福岡市）

## 主要製品
- ユースキン（旧：ユースキンA）【指定医薬部外品】
- ユースキン シソラ（旧：ユースキンS） - ボディシャンプー・UVミルクは化粧品、クリーム・ローション・ソープは医薬部外品。
- ユースキンI（アイ）【第3類医薬品】 - 2021年7月にリニューアルされ、「ユースキン」・「ユースキン シソラ」とブランドロゴを統一化。
- ユースキン リリップ - 2019年9月に医薬部外品リップスティックの「リップケア」と医薬品リップクリーム（口唇炎・口角炎治療薬）の「メディリップ」を統合し、唇に特化したブランドとしてリニューアルしたもの。「リップケア」から名称変更した「リリップ ケアスティック」と新規製品の「リリップ ケアチューブ」は医薬部外品、「リリップ キュア」は第3類医薬品となる。
- ブルーナスキンケアシリーズ【医薬部外品】（一部化粧品）